# Махничи
Махничи (словен. Mahniči, итал. Machinici је мало насеље у општини Сежана која припада покрајини Приморска у статистичкој Обално-Крашкој регији.
Махничи се налази на надморској висини 242,6 м, површине 0,44 км². Приликом пописа становништва 2011. године насеље је имало 12 становника
Локална црква посвећена је Светом Антону и припада парохији Штјак.
У насељу постије 3 објеката регистрована као непокретна културна добра.